# Tournon-Saint-Pierre
Tournon-Saint-Pierre là một xã thuộc tỉnh Indre-et-Loire trong vùng Centre-Val de Loire ở miền trung nước Pháp.